# Sonic Unleashed
Sonic Unleashed, anche conosciuto come Sonic World Adventure (ソニックワールドアドベンチャー?, Sonikku Wārudo Adobenchā) in Giappone, è un videogioco del 2008, sviluppato dal Sonic Team giapponese e pubblicato da SEGA per le console Xbox 360, PlayStation 3, Wii e PlayStation 2. Il gioco introduce per la prima volta nella serie la trasformazione di Sonic in Werehog (riccio mannaro), Sega usò tale etimologia Werewolf già in Altered Beast.
Il gioco è retrocompatibile per le console Xbox Series, e in occasione del Xbox 20th Anniversary, il 15 novembre 2021 Microsoft abilita la funzione FPS Boost (52 Frame), che si aggiunge all'HDR, e alla risoluzione Ultra HD 4K.

## Trama
(Chip a Sonic)
La storia parte con Sonic the Hedgehog (trasformatosi in Super Sonic grazie al potere dei sette Chaos Emerald) avere la meglio sul Dr. Eggman con la completa distruzione della sua astronave. Il folle scienziato trae in inganno Sonic implorandolo: lo incastra dunque chiudendolo in uno strano e oscuro macchinario. In questo modo Sonic perde i poteri dei Chaos Emerald e si trasforma in Sonic the Werehog (una sottospecie di licantropo). E ad un certo punto, grazie al potere risucchiato dai Chaos Emerald (divenuti neri e inutilizzabili), il potente impianto spara sul pianeta un raggio che ne separa i continenti, spaccando l'intera crosta terrestre in sette continenti fluttuanti e liberando Dark Gaia, un terrificante demone primordiale che dorme nel centro della Terra. Dopo tale disastro, Eggman getta Sonic (trasformato in Werehog) sulla Terra come un meteorite. Svenuto per l'impatto, al suo risveglio Sonic fa la conoscenza di Chip, un simpatico animaletto che, a causa dello scontro con lo stesso porcospino caduto dal cielo, ha perso la memoria e si è dimenticato completamente di se stesso e del suo passato. Sorprendentemente, Sonic si rende conto che alla luce del giorno riassume le sue solite sembianze, mentre nelle notti di luna piena e nei luoghi bui invece si tramuta nuovamente nel Werehog.

I paesi reali a cui sono ispirati quelli del gioco.

Una notte, Sonic e Chip trovano Tails, il quale, li informa che l'unico a sapere quanto sta succedendo è il professor Pickle, un anziano storico che è stato catturato da Eggman. Una volta liberato, questi spiega che secondo i manoscritti di Gaia, più di mille anni fa, il mondo era già stato frantumato e Dark Gaia lo aveva sommerso nelle tenebre con le sue forze e mostri oscuri. L'unico modo per scongiurare tutto questo è ripristinare il potere dei Chaos Emerald portandoli nei sette templi di Gaia, affinché, riaccendendosi, ricompongano i continenti. Gli stati in cui si trovano i templi sono chiamati Apotos, Spagonia, Mazuri, Holoska, Chun-nan, Shamar, Empire City, Adabat ed Eggmanland. Durante il viaggio, Amy Rose viene salvata dai mostri notturni per mano di Sonic the Werehog e si unisce al gruppo. Riassemblato il penultimo continente, Chip ritrova la sua memoria tramite uno spiritello verde: si scopre così che il suo vero nome è Light Gaia ed è l'opposto di Dark Gaia, suo acerrimo nemico. Il vero motivo per cui ha perso la memoria è perché sia lui che Dark Gaia si sono risvegliati prima del previsto a causa di Eggman.
Il malvagio scienziato rallenta Sonic e Chip combattendo contro di loro lasciando svegliare completamente Dark Gaia per controllarlo e dominare il mondo; ma non appena il potentissimo demone si mostra, assorbe l'energia oscura che faceva trasformare Sonic nel Werehog, indebolendolo, e scaglia lontano Eggman. Allora Chip chiama a sé tutti i templi di Gaia formando la sua armatura da combattimento: il Gaia Colossus. Proprio quando il professor Pickle teme che il peggio stia per compiersi, la dolcissima Amy lo assicura che finirà tutto bene. Nel mentre, Sonic si trasforma in Super Sonic e, assieme al Gaia Colossus ingaggia lo scontro finale, sconfiggendo Dark Gaia. Sonic, svenuto per gli sforzi durante lo scontro, viene rilanciato a terra da Chip, il quale, torna al centro della terra assieme a Dark Gaia e l'ultimo continente torna a posto. Sonic, risvegliatosi scopre che Chip gli ha lasciato il suo collare e lo indossa come fosse un bracciale per poi seguire a piedi Tails a bordo del Tornado.

## Modalità di gioco
Il gioco torna alle origini proponendo nuovi livelli e sequenze in cui Sonic, durante la fase diurna, può correre a velocità supersonica come nella serie Adventure, introducendo la possibilità di usare il boost (introdotto per la prima volta in Sonic Rush), la derapata e il passo veloce, in uno scenario che cambia a seconda del caso passando dalla visuale 3D a quella 2D e viceversa. Nella fase notturna, invece, Sonic si trasforma nel Werehog (simile a un licantropo) e il gameplay cambia radicalmente assumendo uno stile hack 'n slash, con il compito di abbattere orde di nemici utilizzando variegate mosse di combattimento e differenti tipi di combo. Nella versione Xbox 360/PS3 sono inoltre presenti le Fasi Città, liberamente esplorabili come quelle apparse nel precedente Sonic 06 e i Campi di Avventura di Sonic Adventure; nella versione Wii/PS2 invece ci sono solo icone su un'immagine ferma che funge da mappa.

## Sviluppo
Il Sonic Team ha iniziato a realizzare il gioco a metà del 2006, con Yoshihisa Hashimoto come regista. Inizialmente doveva essere il terzo capitolo della saga Adventure e di conseguenza, aveva il titolo provvisorio Sonic World Adventure, con tanto di logo. Successivamente, i programmatori hanno iniziato a introdurre abbastanza innovazioni rispetto agli Adventure, così si è scelto il nuovo titolo Sonic Unleashed.
Già all'inizio il Sonic Team ha deciso di ridurre il numero di personaggi nel gioco e fare di Sonic l'unico personaggio giocabile al fine di ottenere più qualità da meno personaggi. In un primo momento si pensava fosse una buona idea combinare ciò al gameplay tradizionale della serie, ma occorreva considerare come introdurre i giocatori inesperti, così hanno concepito il Werehog, oltre a esplorare mitologia e idee per la storia. Il regista Yoshihisa Hashimoto sentiva fin dall'inizio che ci sarebbero stati elogi e critiche, ma sperava che i fan di lunga data avrebbero capito ed empatizzato con le idee e la direzione prese dal team. I personaggi non giocanti umani sono stati disegnati dagli artisti giapponesi Gurihiru. Il filmato introduttivo è stato realizzato da Marza Animation Planet, con la regia di Shinji Aramaki.
Il gioco utilizza un motore grafico nuovo chiamato Hedgehog Engine, la cui realizzazione era iniziata a metà 2005, quando Hashimoto era stato incaricato di creare un gioco di Sonic per hardware di alto livello. Sebbene eccitati all'idea di realizzare un gioco per PlayStation 3 e Xbox 360, Hashimoto e altri programmatori, senza un ambiente di programmazione preparato per loro, hanno trascorso un anno a cercare di capire gli aspetti tecnici. In termini di tecnologia, Hashimoto ha notato che lo stile visivo è nato dal desiderio di vedere la soluzione dell'illuminazione globale utilizzata per l'illuminazione del gioco, cioè la luce che si riflette da un oggetto della scena sugli altri, ritenendo che i giochi HD contemporanei sembrassero troppo piatti. A questo proposito, è iniziato lo sviluppo del rendering per questo processo e la soluzione finale ha permesso agli sviluppatori di utilizzare un rendering distribuito su centinaia di computer per calcolare l'illuminazione per ciascuna fase d'azione di 8–20 km in circa due o tre giorni. I personaggi, i nemici e gli oggetti vengono quindi illuminati in tempo reale con la tecnologia "Campo Illuminato" del Sonic Team per integrarli con la  circostante illuminazione pre-calcolata. A causa delle dimensioni delle mappe interattive del gioco, gli sviluppatori hanno preso in considerazione l'idea di dividere il gioco su due o tre dischi su Xbox 360 a causa di limiti di spazio, ma alla fine hanno deciso di ridurre la loro risoluzione in modo che l'intero gioco potesse stare su un unico disco. Inoltre, la versione Xbox 360 version è limitata a 30 fps, mentre quella per PlayStation 3 è illimitata e in certe aree può raggiungere 60 fps.
Poiché il gioco stava venendo realizzato per due livelli di capacità hardware a seconda della piattaforma, i programmatori si sono divisi in due "silos" per creare altrettante build differenti: una per PlayStation 3 e Xbox 360 con l'Hedgehog Engine e una per PlayStation 2 e Wii che usa una versione modificata di un motore interno Sega già esistente, comunemente chiamato "Modified Internal Engine". Hashimoto, che prima di allora non aveva mai diretto un gioco di Sonic, ha fatto incorporare nuove caratteristiche come il "Passo veloce", che permette al giocatore di schivare gli ostacoli con i bumper. Hashimoto intendeva combinare le migliori qualità del gameplay dei giochi 2D e 3D e assecondare le critiche rivolte ai precedenti titoli 3D. Hanno inoltre usato un codice aggiuntivo per abbinare la velocità del gioco a seconda delle situazioni, bilanciando in maniera proporzionata il ritmo veloce e gli elementi tradizionali dei giochi a piattaforme. L'aggiunta dell'Energia Ring per la Spinta serve a dare maggiore importanza ai ring nel gameplay, notando che da lì in poi, averne più di uno avrebbe dato poche differenze.
La versione Wii, oltre ad avere meccaniche esclusive basate sui movimenti, supporta inoltre il controller del GameCube e il Classic Controller. I livelli diurni su PlayStation 2 e Wii sono alterati per assecondare il controllo della Spinta basato sui movimenti per Wii, mentre quelli notturni hanno una visuale principalmente in terza persona posteriore con uno stile di platforming differente e un sistema di combattimento. Developer Dimps, che aveva già lavorato al franchise, è stato coinvolto nel design delle aree diurne per queste versioni. Un'altra differenza complessiva è che la versione PlayStation e Wii ha meno livelli diurni rispetto a quella per PlayStation 3 e Xbox 360.

## Doppiaggio
Unleashed è l'ultimo capitolo principale della serie ad avere i doppiatori della 4Kids nelle edizioni internazionali. Il doppiaggio inglese è diretto da Christopher Collet.
| Personaggio                                      | Doppiatore originale                                         | Doppiatore americano |
| ------------------------------------------------ | ------------------------------------------------------------ | -------------------- |
| Personaggi selezionabili                         |                                                              |                      |
| Sonic the Hedgehog Super Sonic Sonic the Werehog | Jun'ichi Kanemaru (Hedgehog e Super) Tomokazu Seki (Werehog) | Jason Griffith       |
| Personaggi non giocabili                         |                                                              |                      |
| Chip                                             | Ryōko Shiraishi                                              | Tony Salerno         |
| Tails                                            | Ryō Hirohashi                                                | Amy Palant           |
| Amy Rose                                         | Taeko Kawata                                                 | Lisa Ortiz           |
| Professor Pickle                                 | Chō                                                          | Dan Green            |
| Antagonisti                                      |                                                              |                      |
| Dottor Eggman                                    | Chikao Ōtsuka                                                | Mike Pollock         |
| SA-55                                            | Mitsuo Iwata                                                 | Christopher Collet   |

## Altri media

### Fumetti
Archie Comics ha prodotto una storia tie-in basata su Sonic Unleashed. L'adattamento viene narrato in una saga chiamata Shattered World Crisis, durata dal numero 256 al 287, dove Perfect Dark Gaia è l'ultimo nemico-avversario assoluto della serie, cancellata ufficialmente nel 2017 dopo mesi di silenzio stampa.

### Manga
Durante la campagna promozionale del gioco in Giappone è stato creato un manga con la storia del gioco divisa in due capitoli.

### Film
Un breve film d'animazione in 3D è stato distribuito il 21 novembre 2008, intitolato Sonic: Night of the Werehog (lett. "Sonic - la notte del riccio mannaro"). Il film è stato prodotto da Sega VE Animation Studio (ora Marza Animation Planet), che ha anche realizzato gli intermezzi del gioco.

### Colonna sonora
La colonna sonora originale di Sonic Unleashed è stata commercializzata in Giappone il 28 gennaio 2009. L'album è intitolato Sonic World Adventure Original Soundtrack Planetary Pieces. Il tema principale del gioco è Endless Possibility.

## Accoglienza
| Testata                           | Versione  | Giudizio |
| --------------------------------- | --------- | -------- |
| Metacritic (media al 10-05-2020)  | PS3       | 54/100   |
| Metacritic (media al 10-05-2020)  | X360      | 60/100   |
| Metacritic (media al 10-05-2020)  | PS2       | 66/100   |
| Metacritic (media al 10-05-2020)  | Wii       | 66/100   |
| GameRankings (media al 9-12-2019) | PS3       | 56.05%   |
| GameRankings (media al 9-12-2019) | X360      | 61.36%   |
| GameRankings (media al 9-12-2019) | PS2       | 67.00%   |
| GameRankings (media al 9-12-2019) | Wii       | 65.94%   |
| GameRankings (media al 9-12-2019) | BB        | 70.00%   |
| IGN                               | PS3, X360 | 4.5/10   |
| IGN                               | PS2, Wii  | 7/10     |
| GameSpot                          | PS3       | 3.5/10   |
| GameSpot                          | X360      | 3.5/10   |
| GameSpot                          | Wii       | 7/10     |
| Famitsū                           | PS3, X360 | 33/40    |
| Play Generation                   | PS3       | 65/100   |

Sonic Unleashed ha ricevuto critiche miste. La critica ha giudicato ottime e accurate le fasi diurne che risultano in linea generale un perfetto mix tra il presente e il passato della saga, le ambientazioni e la grafica, ma criticando invece i livelli notturni, giudicandoli noiosi e piuttosto ripetitivi. I controlli sono stati visti in modo negativo, ma a volte anche in modo esagerato, con IGN che disse che Sonic saltava tardi rispetto all'imput del giocatore, anche se durante la recensione, non giocarono bene, ad esempio fallendo nel fare acrobazie, e, per esempio nel livello diurno di Windmill Isle, saltando oltre diverse rampe anziché correrci sopra. In definitiva, il tentativo di riscattare lo storico brand offuscato dal criticato Sonic the Hedgehog non é pienamente riuscito a soddisfare le aspettative, ottenendo però un discreto successo e rivalutazioni successive, tanto da venire supportato occasionalmente da SEGA e Sonic Team e venendo inserito anche nella lista di retrocompatibilità per generazioni successive.
La prestigiosa rivista giapponese Famitsū diede al gioco un ottimo voto, un 33/40 (9/9/9/7, per le versioni PlayStation 3/Xbox 360), ma il gioco è stato criticato all'uscita, con versioni per PS3 e Xbox 360, che usavano il nuovo Hedgehog engine, che hanno ricevuto recensioni piuttosto negative, addirittura IGN assegnò al gioco un 4.5 alle versioni per PlayStation 3 e Xbox 360, un punteggio ancora più basso di Sonic 2006, ritenendolo un gran pezzo di spazzatura, a causa della sua imparzialità, il membro di IGN che recensì il gioco venne licenziato. Similmente GameSpot espresse un giudizio estremamente negativo assegnando al gioco un 3.5. Le versioni per PlayStation 2 e Wii invece furono meglio accolte, ricevendo un 7 da IGN e un 7 da GameSpot.
La rivista Play Generation diede alla versione per PlayStation 3 un punteggio di 65/100, apprezzando la resa grafica che trovò piacevole soprattutto per i colori e divertenti le fasi di giorno ma noiose e spesso frustranti quelle di notte, notando anche dei rallentamenti durante gli scontri.
Ciononostante, il gioco ha venduto ben 2,45 milioni di copie sulle varie piattaforme, diventando il terzo best seller di SEGA nel 2008.
È stato depennato nel 2010, in seguito alla decisione di SEGA di rimuovere tutti i titoli Sonic con punteggi misti su Metacritic dai negozi, al fine di aumentare il valore del marchio, dopo recensioni positive per Sonic the Hedgehog 4 Episodio 1 e Sonic Colours. Nonostante ciò, il gioco è stato rilanciato sul PlayStation Network di PS3 nell'aprile 2014 e su PlayStation Now nel marzo 2017 ed è stato reso retrocompatibile con Xbox One il 29 novembre 2018. Inoltre, venne rimesso in commercio online e su Xbox Series X e Series S con bug-fix e framerate migliorato, oltre che in 4K. È l'unico gioco di Sonic dopo Adventure 2 a venire supportato per il funzionamento su nuove generazioni 10 anni dopo l'uscita.

### Eredità
Tetsu Katano, membro del Sonic Team e produttore/direttore di Sonic e il Cavaliere Nero (2009), parlando dopo l'uscita del gioco ha sottolineato che pur non ritenendo l'idea del Werehog un errore, tempo e risorse sono stati fattori limitanti nel produrlo. Sempre secondo lui, il Werehog potrebbe tornare nei titoli successivi o in un possibile sequel di Unleashed nel caso venisse fatto. Con l'avvicinarsi dell'uscita di Sonic Colours (2010), il produttore Takashi Iizuka ha espresso opposizione all'includere il Werehog, perché secondo lui va in contrasto con il gameplay chiave della serie. Il 31 ottobre 2023, 15 anni dopo Night of the Werehog, Marza Animation Planet ha pubblicato un nuovo cortometraggio con gli stessi personaggi, intitolato Ghost Tale.
Il gameplay dei livelli diurni ha avuto abbastanza successo, al punto di fungere come ispirazione per i titoli successivi: Sonic Colours (2010), Generations (2011) e Forces (2017). La versione console/PC di Generations contiene il livello Rooftop Run e il boss Egg Dragoon, riapparso anche in Forces. Il motore grafico Hedgehog Engine è stato rifinito per i titoli successivi.
Nel marzo 2013 un gruppo di fan ha pubblicato una mod di Sonic Generations per PC chiamata "Unleashed Project", un porting dei livelli diurni in Generations. Il 1º marzo 2025 un gruppo di fan ha pubblicato a sorpresa per Windows e Linux un porting amatoriale della versione X360/PS3, intitolato Unleashed Recompiled. Ha un sacco di miglioramenti, supporta infatti alta risoluzione e framerate, oltre al supporto per le mod. Per funzionare occorre inserire i dati della copia legalmente acquistata nel programma.